# نظام مالي عالمي

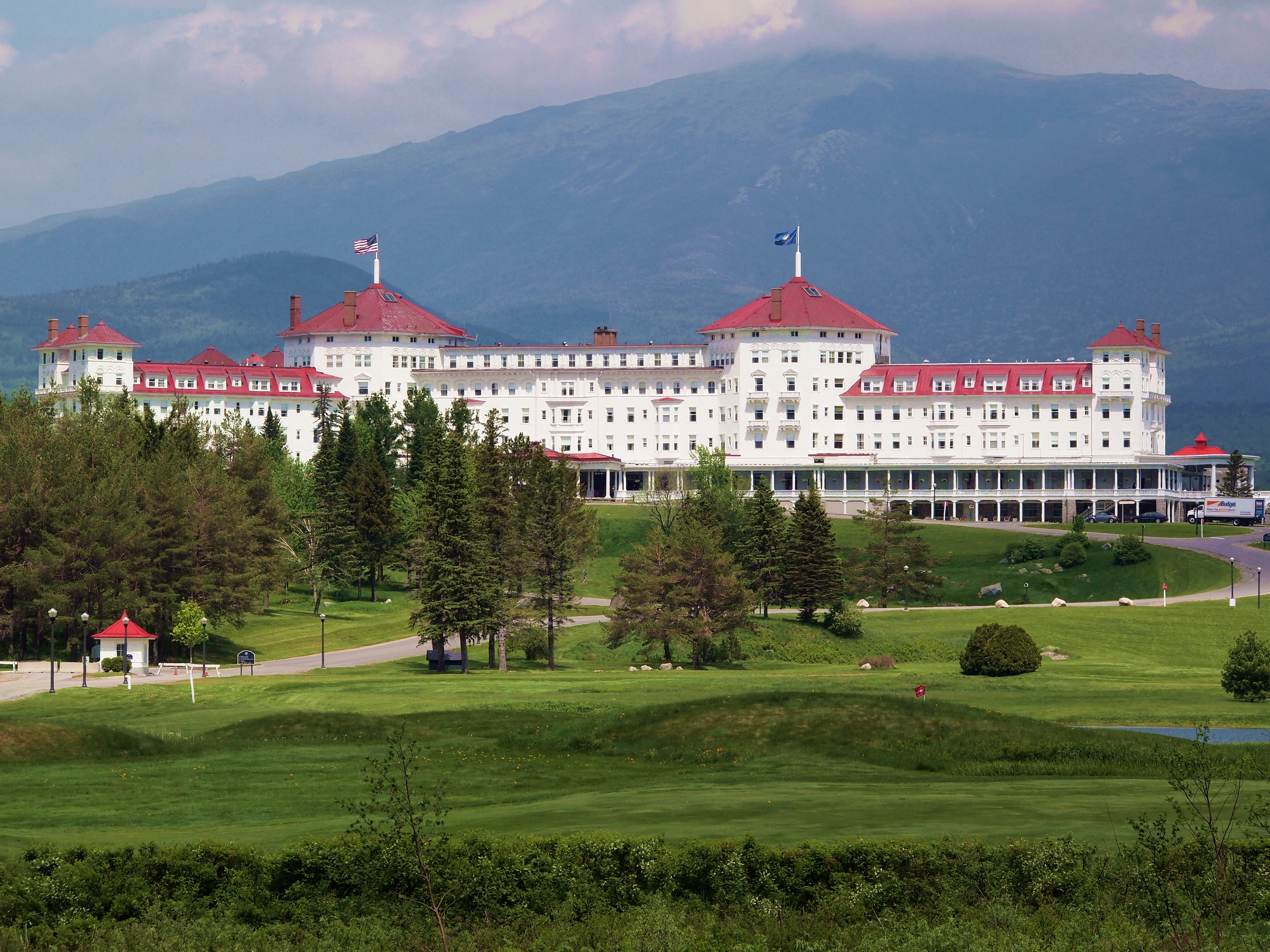

النظام المالي العالمي (بالإنجليزية: Global financial system)‏ هو الإطار العالمي للاتفاقيات القانونية والمنظمات والجهات الفاعلة الاقتصادية الرسمية وغير الرسمية اللاتي تسهل معًا التدفق الدولي لرؤوس الأموال بغرض الاستثمار والتمويل التجاري. منذ ظهوره في أواخر القرن التاسع عشر خلال الموجة الحديثة الأولى من العولمة الاقتصادية، تميز تطوره بإنشاء بنوك مركزية ومعاهدات متعددة الأطراف ومنظمات حكومية دولية تهدف إلى تحسين شفافية الأسواق الدولية وتنظيمها وفعاليتها. يسرت الهجرة العالمية وتكنولوجيا الاتصالات في أواخر القرن التاسع عشر نموًا غير مسبوق في التجارة الدولية والاستثمار. تقلصت التجارة في بداية الحرب العالمية الأولى، إذ أُصيبت أسواق صرف العملات بالشلل بسبب عدم السيولة في أسواق المال. سعت البلدان لمواجهة الصدمات الخارجية بسياسات حمائية، وتوقفت التجارة فعليًا بحلول عام 1933، ما أدى إلى تفاقم آثار الكساد الكبير العالمي حتى أدى إبرام سلسلة من اتفاقيات التجارة المتبادلة إلى خفض التعريفات الجمركية تدريجيًا ببطء في جميع أنحاء العالم. أدت الجهود المبذولة بعد الحرب العالمية الثانية لتجديد النظام النقدي الدولي إلى تعزيز استقرار سعر الصرف، ما نتج عنه نمو قياسي في التمويل العالمي.
أدت سلسلة من التخفيضات في قيمة العملة وأزمات النفط في السبعينيات إلى دفع معظم الدول إلى تعويم عملاتها. أصبح الاقتصاد العالمي متكاملاً ماليًا بشكل متزايد في الثمانينيات والتسعينيات بسبب تحرير حساب رأس المال وإزالة القيود المالية. شهدت أوروبا وآسيا وأمريكا اللاتينية سلسلة من الأزمات المالية تلتها آثار مُعدية ماليًا بسبب زيادة التعرض للتقلب في تدفقات رؤوس الأموال. انتشرت الأزمة المالية العالمية -التي نشأت في الولايات المتحدة في عام 2007- بسرعة بين الدول الأخرى واُقرَّ بأنها سبب للركود الاقتصادي العظيم 2008 في جميع أنحاء العالم. أدى تعديل السوق في عام 2009 -لعدم امتثال اليونان لاتحادها النقدي- إلى نشوب أزمة الديون السيادية بين الدول الأوروبية، المعروفة بأزمة منطقة اليورو.
ينطوي اتخاذ أي دولة قرارًا بتشغيل اقتصاد مفتوح وعولمة رأس مالها على تداعيات تظهر في ميزان المدفوعات. إلى جانب أنه يعرِّض التمويل الدولي لمخاطر مثل التدهور السياسي والتغييرات التنظيمية وضوابط النقد الأجنبي وعدم التيقن القانوني بحقوق الملكية والاستثمارات. يمكن للأفراد والجماعات المشاركة في النظام المالي العالمي. يتولى المستهلكون والشركات الدولية الاستهلاك والإنتاج والاستثمار. تعمل الحكومات والهيئات الحكومية الدولية بمثابة جهات مشرفة على التجارة الدولية والتنمية الاقتصادية وإدارة الأزمات. تضع الهيئات التنظيمية النُظم المالية والإجراءات القانونية، بينما تسهل الهيئات المستقلة الإشراف على الصناعات. تحلل معاهد الأبحاث والجمعيات الأخرى البيانات، وتنشر التقارير وموجزات السياسات العامة، وتحتضن الخطاب العام حول الشؤون المالية العالمية.
بينما يتجه النظام المالي العالمي نحو مزيد من الاستقرار، يجب على الحكومات التعامل مع مختلف الاحتياجات الإقليمية أو الوطنية. تحاول بعض الدول -بشكل ممنهج- التوقف عن وضع سياسات نقدية غير تقليدية موجودة لتعزيز الانتعاش، بينما تعمل دول أخرى على توسيع نطاقها وحجمها. يواجه واضعو سياسات الأسواق الناشئة تحديًا يتمثل في الدقة، إذ يتعين عليهم وضع سياسات اقتصادية كلية مستدامة بدقة أثناء حساسية السوق الاستثنائية دون استفزاز المستثمرين ودفعهم لسحب رؤوس أموالهم واستثمارها في أسواق أقوى. أدى عدم قدرة الدول على التوفيق بين المصالح وتحقيق استحسان دولي في الآراء بشأن أمور مثل التنظيم المصرف إلى استمرار خطر وقوع كوارث مالية عالمية في المستقبل.

## تاريخ الهيكل المالي الدولي

### آثار عولمة رأس المال
شهد العالم تغيرات هائلة في أواخر القرن التاسع عشر خلقت بيئة مواتية لزيادة المراكز المالية الدولية وتطويرها. وكان من بين هذه التغييرات نمو غير مسبوق في تدفقات رأس المال وما نتج عنه من تكامل مركزي مالي سريع، فضلًا عن التواصل الأسرع. كانت لندن وباريس قبل عام 1870 من المراكز المالية الوحيدة البارزة في العالم. بعد فترة وجيزة نمت برلين ونيويورك، وأصبحتا مركزين رئيسيين يوفران الخدمات المالية لاقتصاداتهما الوطنية. أصبح من الهام وجود مجموعة من المراكز المالية الدولية أصغر حجمًا، إذ قد وُجدت أسواق متخصصة مثل أمستردام وبروكسل وزيوريخ وجنيف. ظلت لندن المركز المالي الدولي الرائد في العقود الأربعة التي سبقت الحرب العالمية الأولى. بدأت أول موجة حديثة من العولمة الاقتصادية خلال الفترة بين عامي 1870-1914 التي شهدت انتشار وسائل النقل ومستويات قياسية من الهجرة وتحسين الاتصالات والتوسع التجاري، والنمو في تحويلات رأس المال.
خلال منتصف القرن التاسع عشر أُسقط نظام جوازات السفر في أوروبا، إذ توسع نطاق النقل بالسكك الحديدية بسرعة. لا تشترط معظم البلدان التي تصدر جوازات سفر حملها، وبالتالي يمكن للناس السفر بحرية دونها. لم تُوحَّد جوازات السفر الدولية إلا في عام 1980 تحت إشراف منظمة الطيران المدني الدولي التابعة للأمم المتحدة. منذ عام 1870 حتى عام 1915 هاجر 36 مليون أوروبي من أوروبا. هاجر ما يقرب من 25 مليون (أو 70%) من هؤلاء المسافرين إلى الولايات المتحدة، في حين ذهب معظم البقية إلى كندا وأستراليا والبرازيل. شهدت أوروبا تدفقًا للأجانب منذ عام 1860 حتى عام 1910، متزايدةً في النمو السكاني من 0.7% إلى 1.8%. في حين سمح غياب اشتراطات جواز السفر بحرية التنقل، فكانت الهجرة -على هذا النطاق الهائل- صعبة للغاية؛ إذ لم يكن للتقدم التكنولوجي دور في مجال النقل، ولا سيما التوسع في السفر بالسكك الحديدية وهيمنة السفن البخارية على السفن الشراعية التقليدية. زاد طول السكك الحديدية في العالم من 205000 كيلومتر في عام 1870 إلى 925000 كيلومتر في عام 1906، بينما تجاوزت حمولة البضائع المنقولة بالسفن البخارية الحمولات المنقولة بالسفن الشراعية في تسعينيات القرن التاسع عشر. أدت اختراعات مثل الهاتف والإبراق اللاسلكي (السابق لأنظمة الراديو) إلى إحداث ثورة في الاتصالات عن بعد من خلال وجود اتصال فوري. وُضع أول كابل تلغراف عابر للمحيط تحت المحيط الأطلسي في عام 1866 لربط لندن ونيويورك، في حين أصبحت أوروبا وآسيا متصلة عبر خطوط جديدة من الهواتف الثابتة.
نمت العولمة الاقتصادية في ظل التجارة الحرة ابتداءً من عام 1860، عندما دخلت المملكة المتحدة في اتفاقية تجارة حرة مع فرنسا تعرف باسم معاهدة كوبدين شوفالييه. ومع ذلك، تعرض العصر الذهبي لهذه الموجة من العولمة لسياسة الحماية مرة أخرى بين عامي 1880 و 1914. في عام 1879 فرض المستشار الألماني أوتو فون بسمارك التعريفة الألمانية لعام 1879 بصفتها تعريفة وقائية على السلع الزراعية والصناعية، ما جعل ألمانيا أول دولة تضع سياسات جديدة للتجارة الحمائية. في عام 1892 طبقت فرنسا تدابير تعريفة الميلين (بالفرنسية: Loi Méline) الحمائية، ما أدى إلى رفع الرسوم الجمركية بشكل كبير على كل من السلع الزراعية والصناعية. حافظت الولايات المتحدة على الحمائية القوية في أغلب القرن التاسع عشر، وفرضت رسوماً جمركية ما بين 40 و 50% على البضائع المستوردة. رغم هذه التدابير، استمرت التجارة الدولية في النمو دون تباطؤ. من المفارقات أن التجارة الخارجية نمت بمعدل أسرع بكثير خلال المرحلة الحمائية للموجة الأولى من العولمة مقارنةً بمرحلة التجارة الحرة التي أشعلتها المملكة المتحدة.